# Hängebrücke Kastor

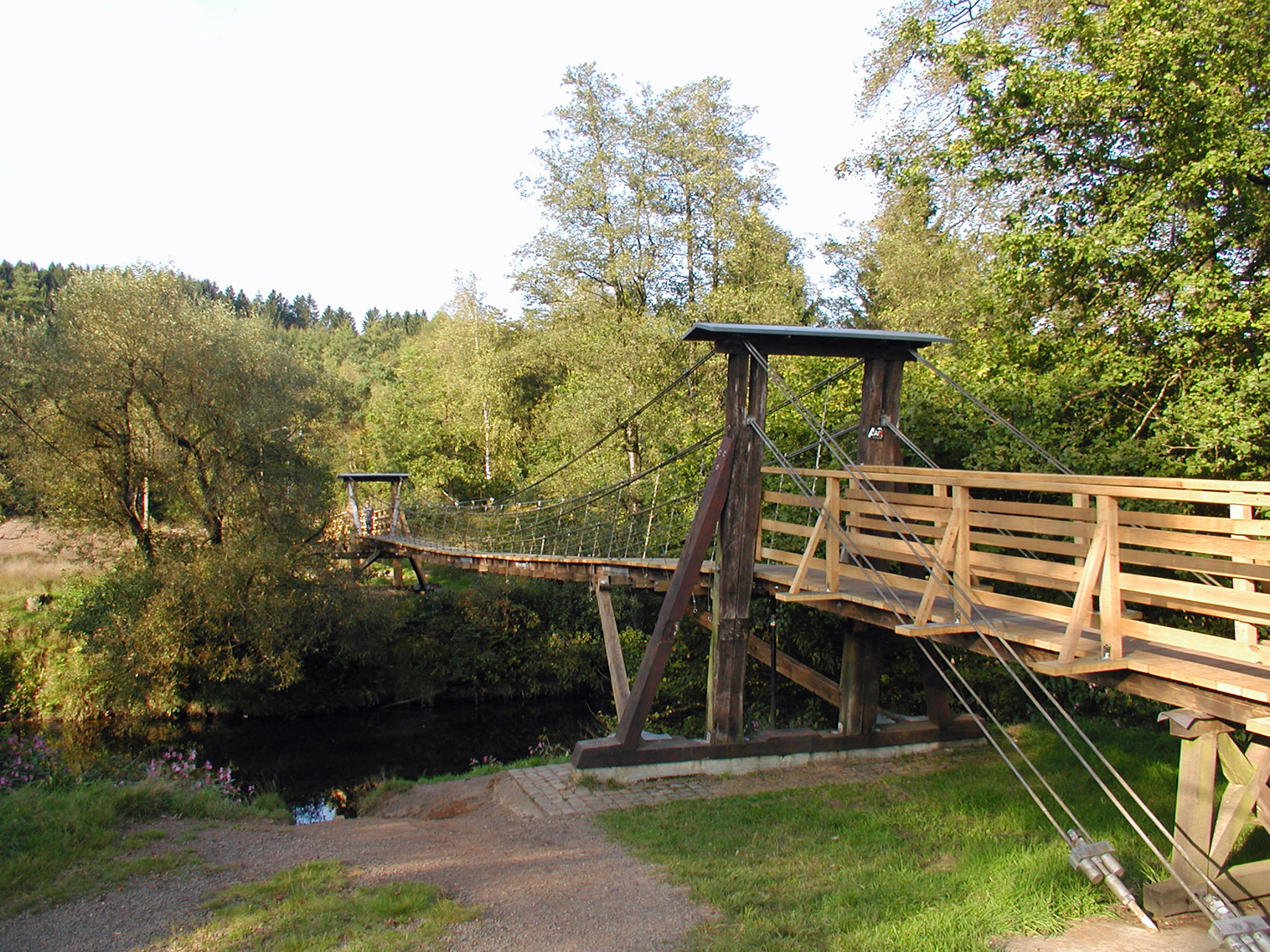
Die Hängebrücke Kastor

Die Hängebrücke Kastor ist eine Fußgängerbrücke in Engelskirchen-Loope. Die Brücke überspannt einen Nebenarm der Agger und verbindet das Gebiet der stillgelegten Grube Castor mit Ehreshoven. Die Brücke steht unter Denkmalschutz.

## Lage und Beschreibung
Die Brücke befindet sich an einem Nebenarm der Agger, ca. 200 Meter westlich der Stauanlage Ehreshoven I. Sie verbindet die Ortsteile Ehreshoven und Kastor. Die 33 Meter lange Hängebrücke, die mit Rampen eine Länge von 60 Metern hat, ist eine Holzkonstruktion, die an acht Stahlseilen hängt. Da aufgrund der Bauweise beim Begehen Schwingungen entstehen, wird die Brücke von Einheimischen auch „Schwungbrücke“ genannt.

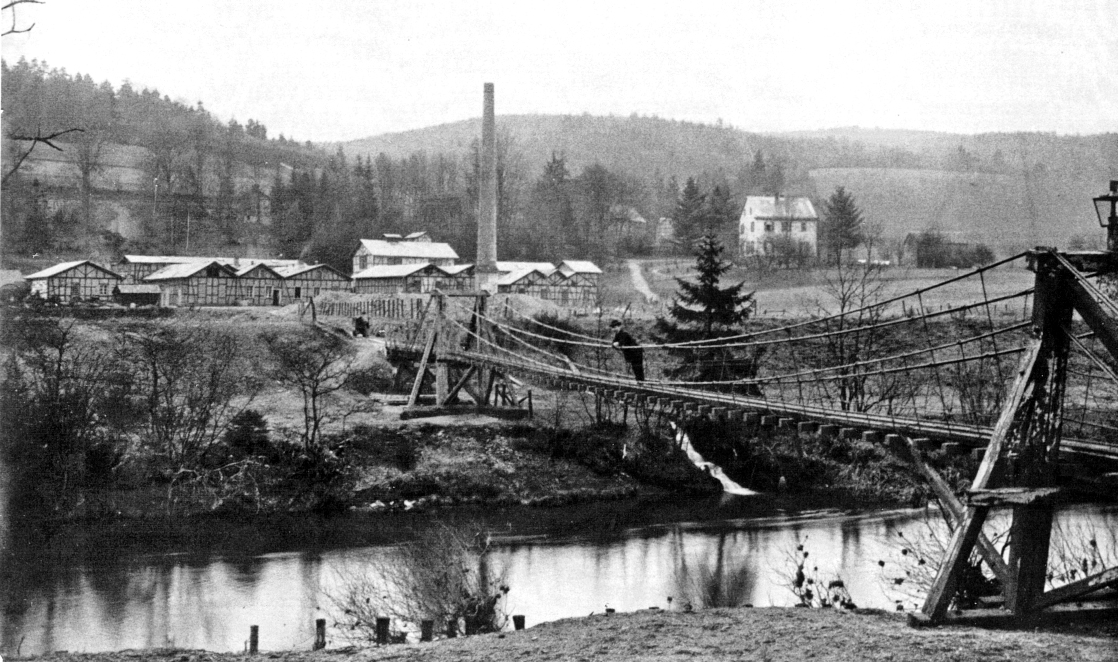
Hängebrücke um 1895. Im Hintergrund die Grube Castor

## Geschichte und Nutzung
Die Brücke wurde um 1860 erbaut. Aus diesem Jahrzehnt stammt u. a. eine „Gewichtsberechnung und Berechnung der Tragfähigkeit der Castor-Hängebrücke“ aus dem April 1867, die zwei Zeichnungen im Maßstab 1:72 und 1:36 umfasst. Die Königliche Regierung stimmte dem Bauvorhaben der Bergwerksgesellschaft Altenberg am 8. Juli 1867 zu. Auf den 4. Dezember 1869 datiert eine Übersicht der Kosten und eine „Rechnungsaufstellung Grube Castor“.
Graf Maximilian von Nesselrode-Ehreshoven, Schlossherr von Schloss Ehreshoven, widersetzte sich als Eigentümer des Geländes dem Bau einer massiven Brücke. Zwei indirekte Hinweise lassen vermuten, dass vor dem Bau der Hängebrücke dort bereits eine Brücke existierte. Die „Gewichtsberechnung der neuen Drahtseilhängebrücke“ sollte gemäß zweier Kalkulationen „4 neue Drahtseile“ erhalten. Da die 1867 erstellte Konstruktion aber acht Seile umfasste, dürfte an dieser Stelle schon zuvor eine Brücke gestanden haben.
Die Ausführung der Brücke als Hängebrücke mit Seilen ist vermutlich darauf zurückzuführen, dass aufgrund der nahegelegenen Grube Seile verfügbar waren. Hinzu kam, dass diese Konstruktion die Möglichkeit bot, weniger Holz zu verbauen, als für eine feste Holzbrücke notwendig gewesen wäre. Möglicherweise wollten die Bauherren die Nachgiebigkeit einer Hängebrücke nutzen, um mit dem erzeugten Schwung die Beförderung der transportierten Loren zu erleichtern.
Die Brücke diente dem Abtransport von aufbereiteten Zink- und Bleierzen, die in den Gruben Castor und Bruno II gewonnen wurden. Das Erz wurde in Loren befördert, die auf Schienen liefen und von Hand geschoben wurden. Die Loren wurden in einer Drehbühne auf einer Rampe, die sich am Brückenende befand, in Transportfahrzeuge entleert. Vor Inbetriebnahme der Aggertalbahn transportierten Pferdefuhrwerke die Erze weiter zum Bahnanschluss Siegburg. Mit Eröffnung des Bahnhofs Ehreshoven im Jahr 1884 erhielt die Brückenrampe einen eigenen Gleisanschluss zum Bahnhof. Über die Brücke wurden mehr als 100.000 Tonnen Erze transportiert.
Nach Stilllegung des Grubenbetriebs im Jahr 1926 wurden die auf der Brücke vorhandenen Schienen als Fußgängerüberweg genutzt.
Die Brücke wurde im Laufe der Zeit mehrfach renoviert. 1925 fand eine erste Renovierung statt. 1950 erfolgte eine Erneuerung der Holzkonstruktion und der Pylone. Gleichzeitig wurden die Schienen entfernt und ein neuer Holzbodenbelag verlegt. 1974 wurden die korrodierten Seile erneuert und in Stahlbetonplatten verankert. 1990 wurde die Brücke aufgrund von statischen Problemen gesperrt. Die Gemeinde Engelskirchen plante daraufhin den Abriss der Holzbrücke und den Neubau einer Betonbrücke an gleicher Stelle. Die Brücke wurde jedoch, größtenteils in Eigenleistung des örtlichen Bürgervereins, restauriert und am 12. Mai 1996 wiedereröffnet.